# Sheikh Sibi
Sheikh Sibi (Serekunda, Gambia, 21 de febrero de 1998) es un futbolista gambiano. Juega de guardameta y su equipo es el Virtus Verona de la Serie C de Italia. Es internacional absoluto por la selección de Gambia desde 2021.

## Trayectoria
Nacido en Serekunda de madre gambiana y padre mauritano, migró de su país a los 16 años y llegó a Italia en julio de 2015. Radicado en Europa, comenzó su carrera en 2016 en el Virtus Verona de la Serie D. Formó parte del plantel que ganó el ascenso a la Serie C en la temporada 2017-18.

## Selección nacional
Debutó en la selección de Gambia el 29 de marzo de 2021 en la derrota por 1-0 ante la RD del Congo. Fue citado a la Copa Africana de Naciones 2021.

### Participaciones en copas
| Copa                           | Sede    | Resultado        |
| ------------------------------ | ------- | ---------------- |
| Copa Africana de Naciones 2021 | Camerún | Cuartos de final |

## Clubes
| Club          | País   | Año           |
| ------------- | ------ | ------------- |
| Virtus Verona | Italia | 2016-presente |